# Cayo (presbítero)
Cayo, presbítero de Roma (también conocido como Cayo) fue un autor cristiano que vivió y escribió hacia principios del siglo III. Sólo se conocen fragmentos de sus obras, que se recogen en la colección titulada Los Padres Ante-Nicenos. Sin embargo, el fragmento Muratoriano, un temprano intento de establecer el canon del Nuevo Testamento, se atribuye a menudo a Cayo y se incluye en esa colección.
Para los fragmentos existentes del "Diálogo o Disputación contra Proclus" de Cayo, se está en deuda con Eusebio, quien los incluyó en su Historia Eclesiástica. En uno de estos fragmentos, Cayo le dice a Proclus, 

Y puedo mostrar los trofeos de los apóstoles. Pues si decides ir a la Vaticano o a la Camino Ostiense, encontrarás los trofeos de los que fundaron esta iglesia.

Esto está descrito por la Enciclopedia Católica como "una evidencia muy valiosa de la muerte de los santos Pedro y Pablo en Roma, y la veneración pública de sus restos en Roma alrededor del año 200."
También hay otra serie de fragmentos que Eusebio da de una obra llamada "Contra la herejía de Artemón", aunque la nota de los Padres Ante-Nicenos dice respecto a la autoría sólo que se trata de "una obra anónima atribuida por algunos a Cayo."
Cayo fue también uno de los autores a los que se atribuyó en su día el "Discurso a los griegos sobre el Hades". También se atribuyó, de forma mucho más famosa, a Josefo y todavía aparece en ediciones de la traducción de William Whiston de sus obras recopiladas, pero ahora se sabe que fue extraído de una obra de Hipólito de Roma.